# Ulya Janab
Ulya Janab, var en afghansk kunglighet. Hon var gift med Habibullah Khan, regent 1901-1919. 
Hon var dotter till Mohammad Yusuf Khan, syster till Mohammed Nadir Shah och sondotter till Yahya Khan; hennes farfarsfar var Sultan Mohammad Khan Telayee, bror till kung Dost Muhammad Khan. Hennes gren av kungafamiljen förvisades till Brittiska Indien av kung Abd-ar-rahman (1845–1901). 
Hon blev en av de många hustrurna till Habibullah Khan, som var berömd för det stora antal officiella och inofficiella hustrur (åtminstone 44 stycken) och slavinnor han hyste i sitt harem i Harem Sara-palatset i Kabul. Hon blev en av hans mer framträdande hustrur. Som uppvuxen i Brittiska Indien klädde hon sig i senaste europeiska mode, vilket uppskattades av Habibullah Khan, som önskade att alla hans hustrur skulle klä sig västerländskt, även om de enbart gjorde detta innanför palatsområdets murar och aldrig visade sig så offentligt. 
Hon talade flytande urdu, ett av de första språken i norra Indien, och var den första kvinna som gjorde en översättning från urdu till dari då hon översatte 'Al-Farooq, a life of the Caliph Omar, companion of the Prophet Mohammed', vilket lämnades ofullbordat då hon avled innan hon hann avsluta det, men som avslutades och publicerades av Najaf Ali Khan 1932. 
Hennes bror besteg tronen 1929. 